# Ivan Santini
Ivan Santini, född 21 maj 1989 i Zadar, är en kroatisk fotbollsspelare som spelar för Šibenik.

## Klubbkarriär
I juli 2018 värvades Santini av belgiska Anderlecht. I premiäromgången av Jupiler League 2018/2019 gjorde Santini ett hattrick i en 4–1-vinst över Kortrijk. I följande match mot KV Oostende (5–2-vinst) gjorde han ytterligare ett hattrick.
Den 29 juli 2019 värvades Santini av kinesiska Jiangsu Suning. Den 13 februari 2021 återvände han till Kroatien för spel i NK Osijek. Den 10 augusti 2021 värvades Santini av saudiska Al-Fateh.
Den 29 juni 2022 värvades Santini av schweiziska Zürich, där han skrev på ett tvåårskontrakt. I juli 2024 återvände Santini till Kroatien och skrev på för Šibenik.

## Landslagskarriär
Santini debuterade för Kroatiens landslag den 27 maj 2017 i en 2–1-vinst över Mexiko.